# ستيفن ويد (كاتب)
ستيفن ويد (بالإنجليزية: Stephen Wade)‏ هو مغن مؤلف وكاتب أمريكي، ولد في 1953.

## وصلات خارجية
- ستيفن ويد على موقع ميوزك برينز (الإنجليزية)
- ستيفن ويد على موقع قاعدة بيانات برودواي على الإنترنت (الإنجليزية)
- ستيفن ويد على موقع ديسكوغز (الإنجليزية)